# Wissenschaftsforum
Ein Wissenschaftsforum dient der Vermittlung und Förderung wissenschaftlicher Erkenntnisse von größeren Fachgebieten oder für die interdisziplinäre Kommunikation.
Träger sind wissenschaftliche Organisationen oder wissenschaftliche Gesellschaften. Wichtige Mittel sind wissenschaftliche Konferenzen und Workshops, ferner  Diskussionsforen sowie die Herausgabe wissenschaftlicher Zeitschriften oder von Sammelwerken.
Bedeutende Namensträger im deutschen Sprachraum sind u. a. (alphabetisch):
- Collegium Helveticum an der ETH Zürich
- Einstein Forum in Potsdam
- Ernst-Strüngmann-Forum für Neuro- und Zukunftswissenschaften (Frankfurt)
- EuroScience Open Forum in Straßburg
- Forum Wissenschaft & Umwelt in Wien und Innsbruck
- Freiburger Wissenschaftsforum
- Humboldtforum, Neues Gebäude am Berliner Schlossplatz
- Humboldt-Forum Wirtschaft an der Humboldt-Universität Berlin
- Österreichisches Weltraum Forum in Wien
- Theologisches Forum Christentum – Islam an der Akademie der Diözese Rottenburg Stuttgart
- Tschernobyl-Forum in Wien.

Siehe auch:
- Forum, Kunstforum, Kulturinstitut
- Konferenzreihe World Science Forum für Wissenschaftspolitik
- Forum Sozialwissenschaft und -Praxis der DGSA
- Forum Wissenschaft des Bundes demokratischer Wissenschafter (Marburg/Bonn)
- Austria-Forum (Internetangebot)
- Im WissenschaftsForum Berlin befinden sich die Berliner Büros mehrerer Wissenschaftsorganisationen
- Wissenschaftsforum Ruhr e.V. – Arbeitsgemeinschaft der Forschungsinstitute im Ruhrgebiet